# Ахтерхукский диалект

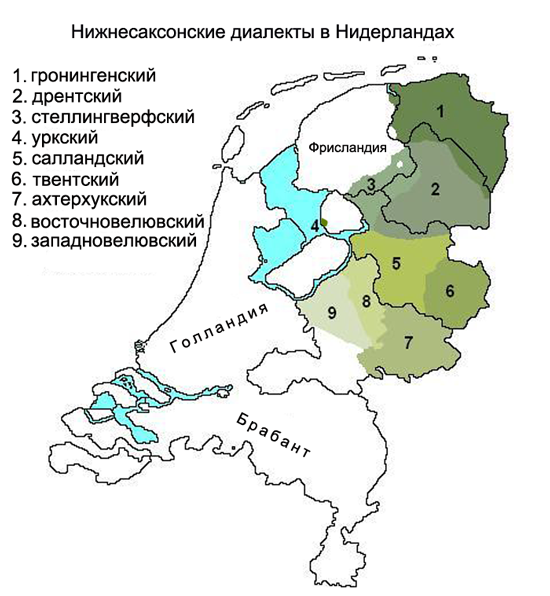
Ареал ахтерхукского диалекта на карте нижнесаксонских диалектов Нидерландов

Ахтерхукский диалект (также ахтерхукские говоры; нидерл. achterhoeks, самоназвание: achterhooks) — один из вестфальских диалектов нижнесаксонской группы нижненемецкого языка, распространённый в восточных районах провинции Гелдерланд в Нидерландах. Близок дрентскому, гронингенскому, салландскому, стеллингверфскому, твентскому, велювскому, уркскому и другим диалектам, вместе с которыми образует нижнесаксонский диалектный ареал Нидерландов.
Численность носителей по данным 2009 года — около 211 тыс. человек. Письменность на основе латинского алфавита.

## Классификация
Ахтерхукский диалект относится к группе диалектов обширного нижнесаксонского ареала, бо́льшая часть которого размещена на северо-западе Германии. В составе нижнесаксонской группы выделяются три основные диалектные ветви — вестфальская, остфальская и севернонижнесаксонская. Ахтерхукский диалект включается в вестфальскую ветвь, занимающую юго-западную часть нижнесаксонского ареала. Диалекты вестфальской ветви образуют континуум с плавным переходом из говора в говор по территориям Восточных Нидерландов и Западной Германии. В Нидерландах вестфальские диалекты, включая и ахтерхукский, объединяются по территориальному принципу с севернонижнесаксонским гронингенским диалектом в группу нидерландских нижнесаксонских диалектов.

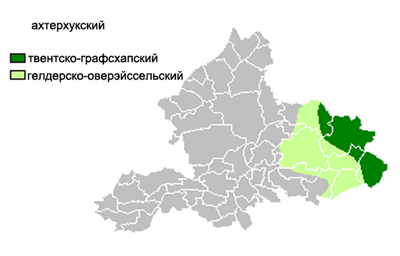
Говоры в ареале ахтерхукского диалекта на карте провинции Гелдерланд (согласно классификации Даан, Йоханна)

Ахтерхукский диалектный ареал как единый рассматривается не всеми диалектологами. Так, исследователь нидерландских диалектов Й. Даан включает говоры на востоке Ахтерхука в южную часть ареала твентско-графсхапского диалекта, а говоры на западе Ахтерхука — в южную часть ареала гелдерско-оверэйссельского диалекта. При таком диалектном членении ахтерхукские говоры образуют два различных диалектных ареала, которые объединяет вместе только их территориальная принадлежность к одному региону. Другой нидерландский диалектолог А. Вейнен объединил говоры Ахтерхука с говорами Твенте в единый твентско-ахтерхукский диалект.
Значительное влияние ахтерхукские диалектные черты оказали на формирование зютфенского диалекта, который распространён среди жителей города Зютфен. Своеобразие этого диалекта заключается в том, что в его основе лежат переходные говоры, размещённые на границе ахтерхукского и восточновелювского ареалов. Как и для многих других городских нижнесаксонских диалектов Нидерландов для зютфенского характерно наличие большого числа голландских языковых черт.

## Лингвогеография

### Ареал и численность
Ахтерхукский диалект распространён в восточной части Нидерландов к востоку от реки Эйссел на границе с Германией. Область распространения диалекта во многом совпадает с границами региона Ахтерхук, который по современному административно-территориальному делению Нидерландов находится на востоке провинции Гелдерланд. К наиболее крупным городам и общинам, в пределах которых живут носители ахтерхукского диалекта, относят Беркелланд, Бронкхорст, Дутинхем, Монтферланд, Ауде-Эйсселстрек и Зютфен. Ареал ахтерхукского диалекта с запада, севера и востока граничит с ареалами близкородственных вестфальских диалектов: с запада — с ареалом велювского диалекта, с севера — с ареалом салландского диалекта, с северо-востока — с ареалом твентского диалекта. На востоке и юго-востоке (на территории Германии) к ахтерхукскому ареалу примыкает ареал вестфальского западномюнстерландского диалекта. На юге ареал ахтерхукского диалекта граничит с ареалом севернонижнефранкских диалектов.
Согласно исследованиям Х. Блумхофа, проведённым в 2005 году, из 354 тысяч жителей Ахтерхука в той или иной степени владеют ахтерхукским 258,4 тыс. человек, при этом в домашнем общении ахтерхукский или ахтерхукский наряду со стандартным нидерландским используют 210,9 тыс. человек. По данным онлайн-справочника Ethnologue на 2009 год число говорящих на ахтерхукском диалекте составило 211 тыс. человек.

### Социолингвистические сведения
Согласно данным сайта Ethnologue, в отношении степени сохранности ахтерхукский диалект признаётся так называемым развивающимся идиомом, поскольку помимо устного общения он активно используется в других языковых сферах всеми поколениями его носителей. Многие носители ахтерхукского являются двуязычными — помимо родного диалекта они владеют также нидерландским языком.

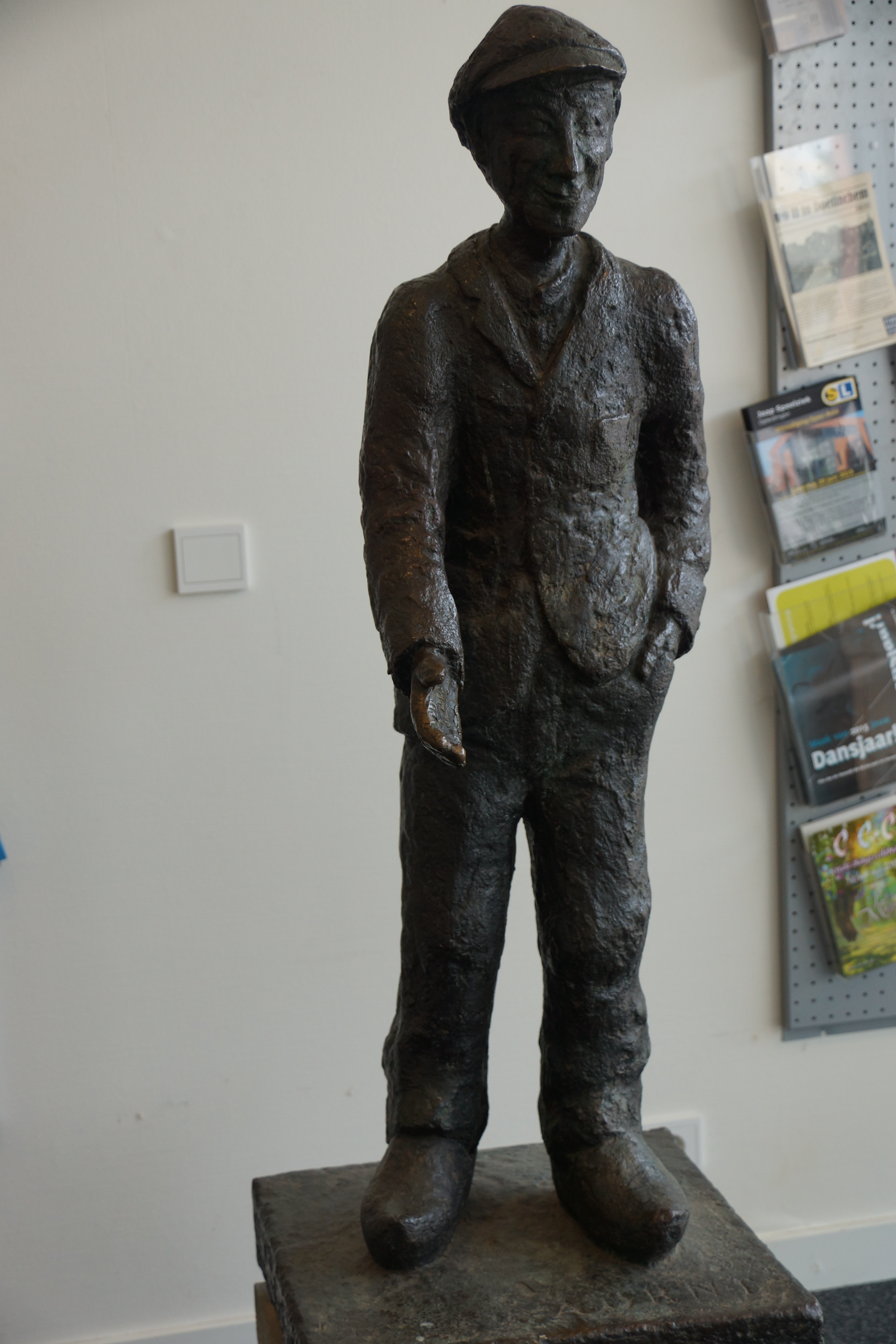
Памятник литературному герою Аорнт Пеппеленкамп в Дутинхеме

В соответствии с Европейской хартией региональных языков или языков меньшинств ахтерхукский как разновидность «нижнесаксонского языка» был признан региональным языком правительством Нидерландов в 1996 году. По состоянию на 2018 год нижнесаксонским диалектам Нидерландов обеспечена защита по части II Европейской хартии, которая носит лишь декларативный характер, в ней излагаются общие принципы о равенстве языков, недопустимости их дискриминации, необходимости их защиты и развития. В настоящее время представители движения за сохранение местного диалекта в Ахтерхуке совместно с Обществом нижнесаксонского регионального языка (SONT) пытаются добиться уровня защиты по части III, согласно которой государство обязуется принимать конкретные меры по поддержке использования регионального языка в образовании, в органах администрации и судах, в средствах массовой информации и т. д.
Наряду с устным домашним общением сфера использования ахтерхукского диалекта включает также ограниченное издание печатной продукции и функционирование на интернет-сайтах. Публикуются среди прочего переводы с нидерландского языка на ахтерхукский, а также собственные литературные произведения, написанные на диалекте. Поэзия и проза на ахтерхукском представлена, например, на страницах журнала De Moespot, а также на сайте Vrienden van de Streektaal Lochem. Одним из самых популярных авторов, писавших на диалекте, был Франс Рус, издававшийся под псевдонимом Герман ван Вельзен. Он написал на ахтерхукском четыре романа, три пьесы, а также множество рассказов (характер одного из героев этих рассказов Аорнта Пеппеленкампа многие считают «типично ахтерхукским»). К числу наиболее известных переводов на ахтерхукский с нидерландского относят, например, перевод фрагментов Библии, изданный в 2002 году, и перевод сказок о Миффи, выполненный в 2014 году общественным деятелем из Бархема Арье Рибберсом. Наряду с изданием книг и периодики в целях сохранения и развития ахтерхукского диалекта проводятся лекции, конкурсы чтения и письма, действуют языковые курсы, даются театральные постановки. Также в Ахтерхуке и в германском Западном Мюнстерланде, где жители говорят на взаимопонятных диалектах, ежегодно проводятся так называемые Дни диалекта (Dialectdag) — встречи представителей различных кругов общества, заинтересованных в сохранении и развитии регионального языка по обе стороны границы.

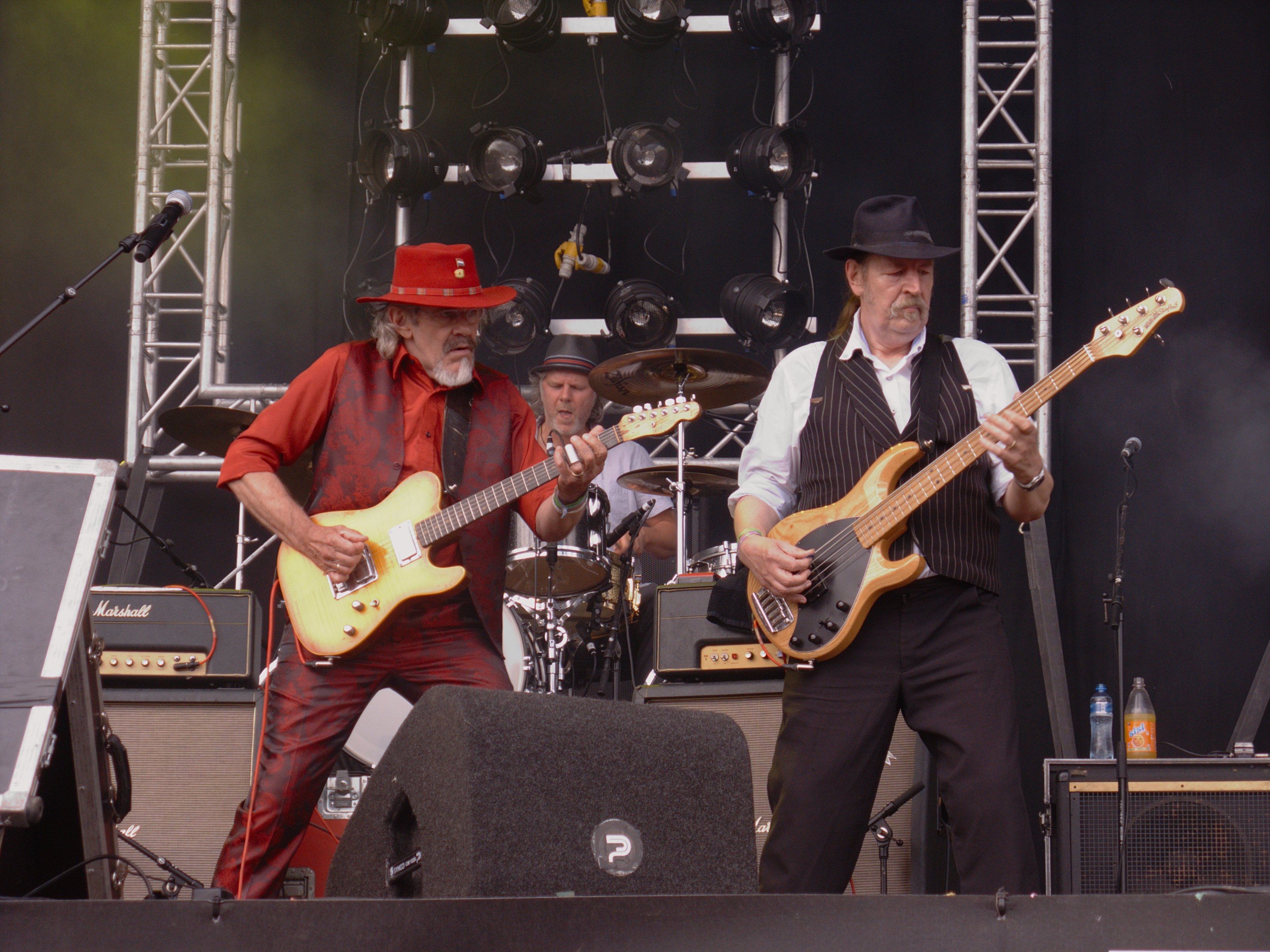
Музыканты ахтерхукской группы Normaal

Ахтерхукский диалект используется помимо прочего исполнителями современной популярной музыки, в частности, тексты песен на ахтерхукском пишут музыканты групп Normaal, Boh Foi Toch, Jovink en de Voederbietels, Goed Goan, Old Ni-js, Spöl, Boetners и SSST. Музыка этих и других групп транслируется региональными радиостанциями, в числе которых Radio Gelderland и интернет-радиостанция Alles plat!. В Ахтерхуке проводятся фестивали музыки на местных говорах, один из таких фестивалей под названием Plat Gespöld проводят в Ливельде.
О том, что знает местный диалект и понимает речь немцев из соседних с Нидерландами районов Германии, говорил известный в прошлом футболист и тренер, уроженец города Варссевелд, Гус Хиддинк.

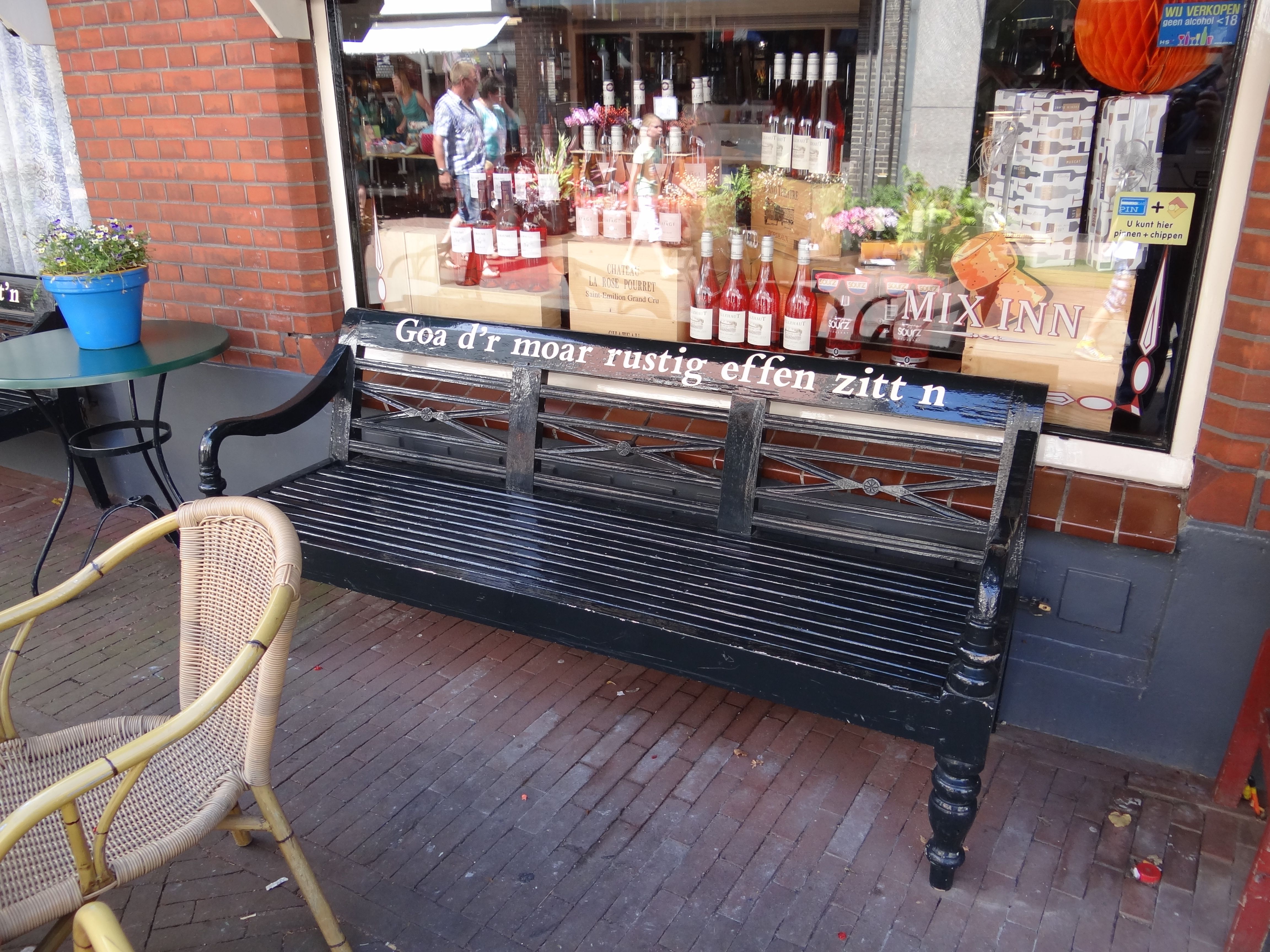
Надпись на скамейке, сделанная на местном говоре, в городе Лихтенворде

Согласно опросу, проведённому в нижнесаксонских провинциях Нидерландов, который был опубликован в 2005 году, языком домашнего общения в регионе Ахтерхук назвали ахтерхукский 28,4 % опрошенных, нидерландский — 36,8 %, и тот и другой — 31,2 %. По степени владения ахтерхукским респонденты разделились на пять категорий следующим образом: очень хорошо владеют — 42,1 %, хорошо — 15,8 %, удовлетворительно — 15,1 %, плохо — 7,4 %, не владеют — 19,6 %. По частоте чтения на диалекте опрос дал следующие результаты: читают каждую неделю — 24,9 %, раз в две недели — 6,0 %, раз в месяц — 14,4 %, раз в шесть месяцев — 21,8 %, раз в год — 10,9 %, никогда — 8,4 %. Писать на ахтерхукском могут 27,0 % опрошенных, пишут при этом еженедельно или хотя бы раз в месяц только 4,3 %. В целом способными сравнительно хорошо говорить на ахтерхукском назвали себя 73,0 % опрошенных, 59,6 % заявили о том, что постоянно используют ахтерхукский в устном общении, 45,3 % сообщили о том, что относительно регулярно читают на ахтерхукском (еженедельно или ежемесячно). В пересчёте на общее число жителей Ахтерхука из 354 тыс. лиц, населяющих регион, 210,9 тыс. говорят дома на ахтерхукском или могут использовать ахтерхукский наряду со стандартным нидерландским; всего владеют ахтерхукским 258,4 тыс. человек, могут читать на диалекте 310,5 тыс. человек, относительно регулярно читают 160,4 тыс. человек.
Исследования носителей нижнесаксонских диалектов, включая и носителей ахтерхукского, показали, что процент говорящих на местном диалекте, включая процент владеющих им в достаточной степени свободно, снижается от старшего поколению к младшему. Так, например, из жителей региона Ахтерхук в возрасте от 61 года и старше предпочитают говорить на диалекте 39,8 % , от 40 до 60 лет — 30,4 % и от 18 до 39 лет — 17,3 %. Вместе с тем в нижнесаксонских провинциях от старшего к младшему поколению растёт число двуязычных жителей. Процент говорящих на диалекте снижается не только в зависимости от возраста, но и в зависимости от повышения уровня образования. Также несколько ниже число жителей, говорящих на ахтерхукском в городах (59 % от числа опрошенных в городах Зютфен и Дутинхем) в сравнении с жителями сельской местности (77 % от числа опрошенных).
Ахтерхукскому диалекту присвоен международный трёхбуквенный код act по стандартам ISO 639-3.

## Письменность
Как и другие региональные языки Нидерландов, ахтерхукский использует письменность на основе латинского алфавита. Официально принятого алфавита в Ахтерхуке нет, но в целом пишущие на диалекте придерживаются одинаковой графики. В ряде ахтерхукских интернет-сайтов и организаций используется орфография Общества нижнесаксонского регионального языка (SONT), которая разработана для всех нижнесаксонских диалектов Нидерландов и применяется, в частности, в публикациях журнала De Moespot. Особый тип орфографии используется для создания Словаря ахтерхукского и лимерского диалектов (WALD), так называемая WALD-орфография.

## Лексика
Лексика ахтерхукского диалекта собрана в Словаре ахтерхукского и лимерского диалектов (WALD), который издаёт Институт Старинга в Дутинхеме. В 2010 году был издан 9-й том словаря.

## Пример текста
Молитва «Отче наш» на говоре Винтерсвейка:
Unzen Vader in de hemeln,
laot dienen name eheiligd worden;
laot dien könninkriek kommen;
laot dienen wille gebeuren
op de earde zo as in den hemel.
Gaef uns no uns dageliks brood
en vergaef uns unze scholden
zo as ok wi-j vergaevet
wel bi-j uns in de schold staot;
en breng uns neet in verzeuking,
maor maak uns vri-j van 't kwaod.
Want van Di-j is 't könninkriek
en de krach en de gloarie
no en alle dage.
Amen.